# Coppa di Grecia 2014-2015 (pallavolo femminile)
La Coppa di Grecia 2014-2015 si è svolta dal 10 febbraio al 29 marzo 2015: al torneo hanno partecipato 16 squadre di club greche e la vittoria finale è andata per la prima volta all'Olympiakos Syndesmos Filathlōn Peiraiōs.

## Regolamento
La competizione prevede che le squadre partecipanti a due turni preliminari, ossia ottavi e quarti di finale, disputati in gara; le quattro formazioni vincitrici ai quarti di finale accedono ad una final 4, dove si affrontano nuovamente in gara unica, dando vita a semifinali e finale.

## Squadre partecipanti
| - AEK Atene - SAAK - Argyroupolīs - Arīs Salonicco - Filathlītikos Larissa - Īraklīs Kīfisias - Īraklīs Salonicco - ASK Lagkada | - Markopoulo - Pannaxiakos - Olympiakos - Panathīnaïkos - Petroupolīs - Rethymno - Stauroupolī - Thīras |

## Torneo

### Ottavi di finale
| 10 febbraio 2015 ?, ? Durata: - Spettatori: | Petroupolīs           | 2 - 3 | Markopoulo        | 18-25, 25-13, 21-25, 25-22, 5-15  |
| 11 febbraio 2015 ?, ? Durata: - Spettatori: | Argyroupolīs          | 0 - 3 | Olympiakos        | 10-25, 02-25, 9-25                |
| 11 febbraio 2015 ?, ? Durata: - Spettatori: | Panathīnaïkos         | 3 - 2 | AEK Atene         | 23-25, 22-25, 28-26, 25-15, 15-13 |
| 13 febbraio 2015 ?, ? Durata: - Spettatori: | ASK Lagkada           | 0 - 3 | Pannaxiakos       | 8-25, 18-25, 23-25                |
| 17 febbraio 2015 ?, ? Durata: - Spettatori: | Īraklīs Kīfisias      | 3 - 0 | Rethymno          | 25-21, 25-21, 25-20               |
| 18 febbraio 2015 ?, ? Durata: - Spettatori: | Thīras                | 3 - 0 | SAAK              | 27-25, 28-26, 25-17               |
| 19 febbraio 2015 ?, ? Durata: - Spettatori: | Filathlītikos Larissa | 3 - 2 | Arīs Salonicco    | 21-25, 23-25, 25-22, 25-14, 15-12 |
| 19 febbraio 2015 ?, ? Durata: - Spettatori: | Stauroupolī           | 3 - 1 | Īraklīs Salonicco | 25-19, 23-25, 25-11, 25-18        |

### Quarti di finale
| 25 febbraio 2015 ?, ? Durata: - Spettatori: | Markopoulo            | 1 - 3 | Pannaxiakos      | 17-25, 25-18, 17-25, 21-25 |
| 25 febbraio 2015 ?, ? Durata: - Spettatori: | Olympiakos            | 3 - 0 | Thīras           | 25-15, 25-19, 25-12        |
| 26 febbraio 2015 ?, ? Durata: - Spettatori: | Filathlītikos Larissa | 0 - 3 | Panathīnaïkos    | 9-25, 20-25, 21-25         |
| 5 marzo 2015 ?, ? Durata: - Spettatori:     | Stauroupolī           | 1 - 3 | Īraklīs Kīfisias | 21-25, 25-21, 18-25, 20-25 |

### Final-four

#### Semifinali
| 28 marzo 2015 ?, Agrinio Durata: - Spettatori: | Pannaxiakos      | 2 - 3 | Panathīnaïkos | 25-18, 22-25, 24-26, 25-17, 12-15 |
| 28 marzo 2015 ?, Agrinio Durata: - Spettatori: | Īraklīs Kīfisias | 0 - 3 | Olympiakos    | 19-25, 18-25, 16-25               |

#### Finale
| 29 marzo 2015 ?, Agrinio Durata: - Spettatori: | Olympiakos | 3 - 0 | Panathīnaïkos | 25-21, 25-19, 25-22 |